# Chauffecourt
Chauffecourt est une commune française située dans le département des Vosges, en région Grand Est.

## Géographie

### Localisation
Malgré son statut de commune, Chauffecourt n'est qu'un hameau d'une trentaine d'habitants.
La commune est à 1,3 km de Mazirot, 4,2 de Ambacourt, 4,6 de Poussay et 4,7 de Mirecourt.

### Géologie et relief
L’habitat y est peu dense, et l’ancien côtoie souvent de nouvelles constructions.

### Hydrographie et les eaux souterraines
Hydrogéologie et climatologie : Système d’information pour la gestion des eaux souterraines du bassin Rhin-Meuse :
Territoire communal : Occupation du sol (Corinne Land Cover); Cours d'eau (BD Carthage),
Géologie : Carte géologique; Coupes géologiques et techniques,
 Hydrogéologie : Masses d'eau souterraine; BD Lisa; Cartes piézométriques.

#### Réseau hydrographique
La commune est située dans le bassin versant du Rhin au sein du bassin Rhin-Meuse. Elle est drainée par le Madon et le ruisseau le Hainvau,.
Le Madon, d'une longueur totale de 96,9 km, prend sa source dans la commune de Vioménil et se jette  dans la Moselle à Pont-Saint-Vincent, après avoir traversé 47 communes.

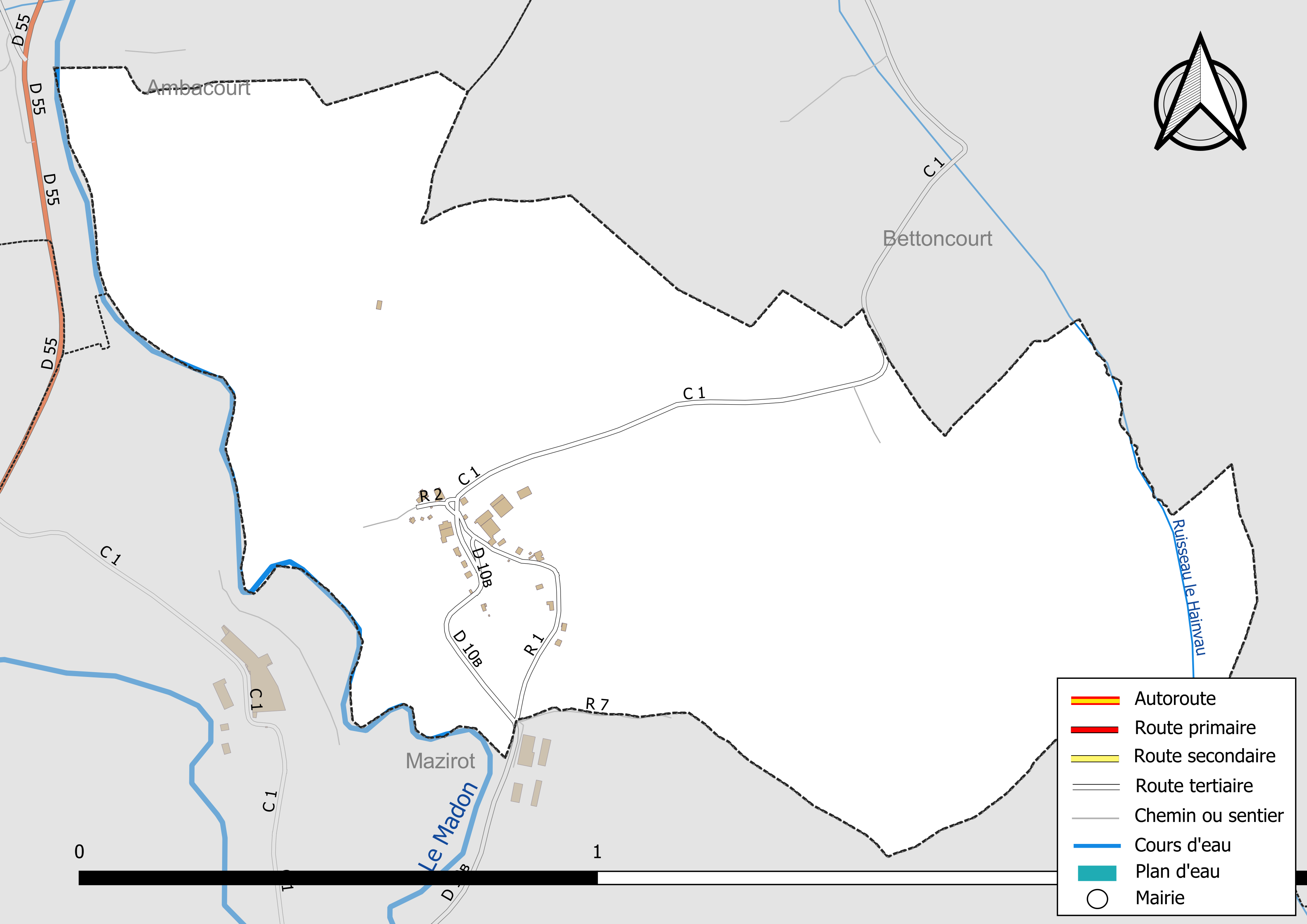
Réseaux hydrographique et routier de Chauffecourt.

#### Gestion et qualité des eaux
Le territoire communal est couvert par le schéma d'aménagement et de gestion des eaux (SAGE) « Nappe des Grès du Trias Inférieur ». Ce document de planification, dont le territoire comprend le périmètre de la zone de répartition des eaux de la nappe des Grès du trias inférieur (GTI), d'une superficie de 1 497 km2,  est en cours d'élaboration. L’objectif poursuivi est de stabiliser les niveaux piézométriques de la nappe des GTI et atteindre l'équilibre entre les prélèvements et la capacité de recharge de la nappe. Il doit être cohérent avec les objectifs de qualité définis dans les SDAGE Rhin-Meuse et Rhône-Méditerranée. La structure porteuse de l'élaboration et de la mise en œuvre est le conseil départemental des Vosges.
La qualité des eaux de baignade et des cours d’eau peut être consultée sur un site dédié géré par les agences de l’eau et l’Agence française pour la biodiversité.

### Climat
Pour des articles plus généraux, voir Climat du Grand Est et Climat des Vosges.
En 2010, le climat de la commune est de type climat des marges montargnardes, selon une étude du Centre national de la recherche scientifique s'appuyant sur une série de données couvrant la période 1971-2000. En 2020, Météo-France publie une typologie des climats de la France métropolitaine dans laquelle la commune est exposée à un climat semi-continental et est dans la région climatique Lorraine, plateau de Langres, Morvan, caractérisée par un hiver rude (1,5 °C), des vents modérés et des brouillards fréquents en automne et hiver.
Pour la période 1971-2000, la température annuelle moyenne est de 9,8 °C, avec une amplitude thermique annuelle de 16,9 °C. Le cumul annuel moyen de précipitations est de 954 mm, avec 12,8 jours de précipitations en janvier et 10 jours en juillet. Pour la période 1991-2020, la température moyenne annuelle observée sur la station météorologique de Météo-France la plus proche, « Mirecourt-inra », sur la commune de Mirecourt à 4 km à vol d'oiseau, est de 10,4 °C et le cumul annuel moyen de précipitations est de 824,3 mm. 
La température maximale relevée sur cette station est de 39,5 °C, atteinte le 25 juillet 2019 ; la température minimale est de −19,5 °C, atteinte le 20 décembre 2009,,.
Les paramètres climatiques de la commune ont été estimés pour le milieu du siècle (2041-2070) selon différents scénarios d'émission de gaz à effet de serre à partir des nouvelles projections climatiques de référence DRIAS-2020. Ils sont consultables sur un site dédié publié par Météo-France en novembre 2022.

## Urbanisme

### Typologie
Au 1er janvier 2024, Chauffecourt est catégorisée commune rurale à habitat très dispersé, selon la nouvelle grille communale de densité à sept niveaux définie par l'Insee en 2022.
Elle est située hors unité urbaine. Par ailleurs la commune fait partie de l'aire d'attraction de Mirecourt, dont elle est une commune de la couronne,. Cette aire, qui regroupe 33 communes, est catégorisée dans les aires de moins de 50 000 habitants,.

### Occupation des sols
L'occupation des sols de la commune, telle qu'elle ressort de la base de données européenne d’occupation biophysique des sols Corine Land Cover (CLC), est marquée par l'importance des territoires agricoles (68,1 % en 2018), une proportion identique à celle de 1990 (68,1 %). La répartition détaillée en 2018 est la suivante : 
prairies (68,1 %), forêts (31,9 %). L'évolution de l’occupation des sols de la commune et de ses infrastructures peut être observée sur les différentes représentations cartographiques du territoire : la carte de Cassini (XVIIIe siècle), la carte d'état-major (1820-1866) et les cartes ou photos aériennes de l'IGN pour la période actuelle (1950 à aujourd'hui).

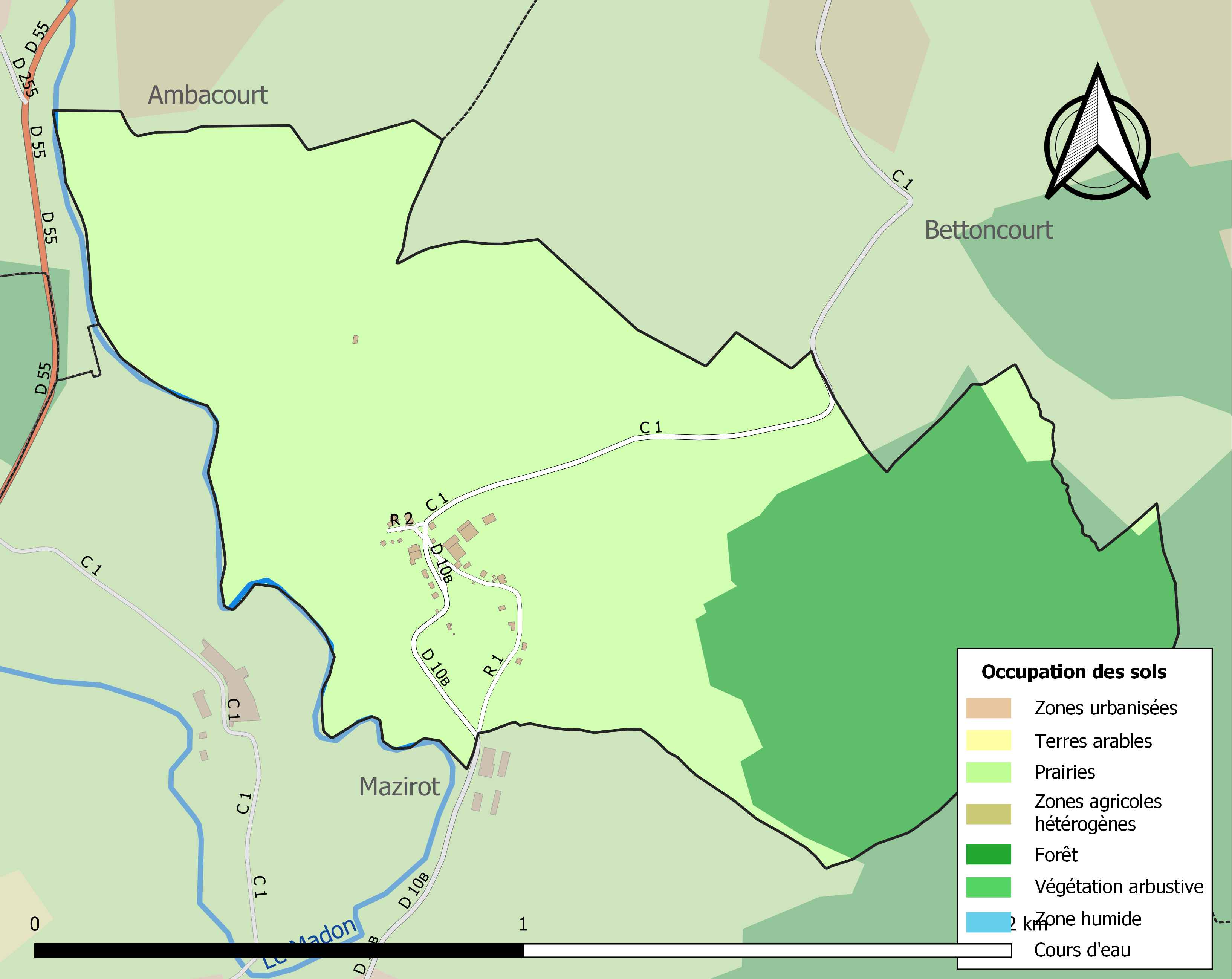
Carte des infrastructures et de l'occupation des sols de la commune en 2018 (CLC).

### Voies de communications et transports

#### Voies routières
- A31 (aussi appelée autoroute de Lorraine-Bourgogne). Échangeur Châtenois.

#### Transports en commun
- Fluo Grand Est.

#### Lignes SNCF
- Gare de Mirecourt
- Gare de Charmes

#### Transports aériens
- Aéroport d'Épinal-Mirecourt « Vosges Aéroport ».

À partir de l'été 2021, l’aéroport d’Épinal-Mirecourt devient le pélicandrome de la Zone Est et servira ainsi de base de ravitaillement et d’intervention pour les avions bombardiers d’eau Q Series ou de Havilland Canada DHC-8, aussi connu sous le nom de Dash 8.

## Toponyme
Le nom de la localité est attesté sous les formes Chauvecours (1295) ; Chavecours (1295) ; Chavecort, Chauvecort (1310) ; Chavecourt (1327) ; Chavecors (XIVe siècle) ; Chauvecourt (1441) ; Chauvencourt (1477) ; Chauvecourt ou Chauffecourt (1779).

## Histoire
En 1295, le village dépendait de l’église Saint-Pierre de Remiremont qui y détenait les haute, moyenne et basse justices. Le grand chancelier y commandait le plaid banal, créait le maire, son lieutenant et les autres officiers de justice dont il recevait serment. Le maire était choisi parmi neuf habitants présentés par la communauté. Les habitants devaient trois tailles par an.
Chauffecourt appartenait au bailliage de Mirecourt et, précédemment, à la prévôté du même nom. Au spirituel, le village était compris dans la paroisse de Mazirot. Le bâtiment de la mairie a été édifié en 1874.
De la commune de Chauffecourt, dépendait, jadis, le canton de bois dit les Dix-Jours, enclavé entre les communes de Mazirot, Bettoncourt et Gircourt-lès-Viéville, à la première desquelles il a été rattaché par ordonnance du 6 juillet 1832.

## Politique et administration

### Découpage territorial
Par arrêté préfectoral du 15 septembre 2023, la commune est retirée le 1er janvier 2024 de l'arrondissement d'Épinal et rattachée à l'arrondissement de Neufchâteau.

### Liste des maires
| Période                                  | Période                       | Identité                          | Étiquette | Qualité            |
| ---------------------------------------- | ----------------------------- | --------------------------------- | --------- | ------------------ |
| Les données manquantes sont à compléter. |                               |                                   |           |                    |
| 1971                                     | mars 1983                     | Jeanne Faugeroux (1932-2008)      |           |                    |
| mars 1983                                | avril 2013                    | Sylvie Jeannot-Gérome (1959-2013) | SE        | Éleveuse à Mazirot |
| mai 2013                                 | En cours (au 18 février 2015) | Michel Del                        |           | [ 22 ]             |

### Budget et fiscalité 2022
En 2022, le budget de la commune était constitué ainsi :
- total des produits de fonctionnement : 38 000 €, soit 904 € par habitant ;
- total des charges de fonctionnement : 31 000 €, soit 738 € par habitant ;
- total des ressources d'investissement : 7 000 €, soit 156 € par habitant ;
- total des emplois d'investissement : 4 000 €, soit 102 € par habitant ;
- endettement : 19 000 €, soit 450 € par habitant.

Avec les taux de fiscalité suivants :
- taxe d'habitation : 19,69 % ;
- taxe foncière sur les propriétés bâties : 42,17 % ;
- taxe foncière sur les propriétés non bâties : 29,21 % ;
- taxe additionnelle à la taxe foncière sur les propriétés non bâties : 0,00 % ;
- cotisation foncière des entreprises : 0,00 %.

Chiffres clés Revenus et pauvreté des ménages en 2021 : médiane en 2021 du revenu disponible, par unité de consommation.

## Population et société

### Démographie

#### Évolution démographique
L'évolution du nombre d'habitants est connue à travers les recensements de la population effectués dans la commune depuis 1793. Pour les communes de moins de 10 000 habitants, une enquête de recensement portant sur toute la population est réalisée tous les cinq ans, les populations de référence des années intermédiaires étant quant à elles estimées par interpolation ou extrapolation. Pour la commune, le premier recensement exhaustif entrant dans le cadre du nouveau dispositif a été réalisé en 2006.

En 2022, la commune comptait 41 habitants, en stagnation par rapport à 2016 (Vosges : −2,96 %, France hors Mayotte : +2,11 %).
| 1793 | 1800 | 1806 | 1821 | 1831 | 1836 | 1841 | 1846 | 1856 |
| ---- | ---- | ---- | ---- | ---- | ---- | ---- | ---- | ---- |
| 60   | 73   | 56   | 70   | 56   | 60   | 56   | 72   | 70   |

| 1861 | 1866 | 1876 | 1881 | 1886 | 1891 | 1896 | 1901 | 1906 |
| ---- | ---- | ---- | ---- | ---- | ---- | ---- | ---- | ---- |
| 57   | 57   | 55   | 49   | 52   | 36   | 53   | 40   | 40   |

| 1911 | 1921 | 1926 | 1931 | 1936 | 1946 | 1954 | 1962 | 1968 |
| ---- | ---- | ---- | ---- | ---- | ---- | ---- | ---- | ---- |
| 26   | 26   | 21   | 16   | 20   | 24   | 29   | 24   | 21   |

| 1975 | 1982 | 1990 | 1999 | 2006 | 2011 | 2016 | 2021 | 2022 |
| ---- | ---- | ---- | ---- | ---- | ---- | ---- | ---- | ---- |
| 18   | 18   | 26   | 32   | 32   | 36   | 41   | 42   | 41   |

### Enseignement
Établissements d'enseignements :
- Écoles maternelles et primaires à Poussay, Mirecourt, Savigny, Mattaincourt.
- Collèges à Mirecourt, Charmes, Dompaire, Vézelise, Châtel-sur-Moselle.
- Lycées à Mirecourt, Thaon-les-Vosges, Harol, Mandres-sur-Vair.

### Santé
Professionnels et établissements de santé :
- Médecins à Mirecourt, Mattaincourt, Diarville, Charmes, Remoncourt, Vincey, Dompaire.
- Pharmacies à Mirecourt, Mattaincourt, Diarville, Charmes, Remoncourt, Vincey, Dompaire, Portieux.
- Hôpitaux à Mirecourt, Mattaincourt, Charmes, Ville-sur-Illon.

### Cultes
- Culte catholique, Paroisses Saint Pierre Fourier[31], Diocèse de Saint-Dié.

## Économie

### Entreprises et commerces

#### Agriculture-élevage
- Élevage[32],[33].
- Élevage de vaches laitières et agriculteurs[34].

#### Tourisme
- Hébergements et restauration à Mirecourt, Rugney.

#### Commerces
- Commerces et services de proximité à Dompaire, Poussay, Mirecourt.

## Culture locale et patrimoine

### Lieux et monuments
Début 2017, la commune est « réputée sans clochers ».
- Patrimoine rural recensé par le service régional de l'Inventaire général du patrimoine culturel[36].
- Monument commémoratif : Jules Pierre Marchal[37],[38].
- Croix[39].

### Personnalités liées à la commune
- Sylvie Gérôme, bergère, élue plus jeune maire de France[40].

### Héraldique, logotype et devise
Commune sans blason.

## Pour approfondir